# دهستان آق‌بلاغ
آق بلاغ، دهستانی است از توابع بخش سجاس‌رود شهرستان خدابنده در استان زنجان ایران.

## جمعیت
براساس سرشماری سال ۱۳۸۵ جمعیت آن ۵٬۹۹۶ نفر (۱٬۲۲۶ خانوار) بوده‌است.